# Triarius
A triarius (többes számban triarii) szó szerinti jelentésében harmadik (harmadikok). A Római Köztársaság korában a harcosok egy csoportját, a legképzettebb veteránokat nevezték így, akik betöltötték a harmincadik évüket. Ebben az életkorban már legalább tízéves harci tapasztalat állt mögöttük.
A köztársasági korban a legio alapegysége a manipulus lett, amelynek harmadik sorába állították a tapasztalt katonákat (lásd: acies). A római harcmodor azonban rugalmasan változott a pillanatnyi körülményeknek megfelelően, ezért a triarius nem mindig a harmadik sorban állt, a négysoros vonalban a negyedik sort is ők alkották. Egy manipulus 120 fő nehézfegyverzetű gyalogosból állt. A triariusok esetében a létszámot felezték, így a triarius manipulusok létszáma megegyezett egy hastatus centuria létszámával, azaz 60 fővel. Egy manipulus rendszerű légióban tehát 10-20 manipulus, 600-1200 főnyi triarius harcolt. Ehhez ugyanilyen létszámú  acensius és rorarius csatlakozott, akik könnyűfegyverzetű, gyakran parittyával felszerelt katonák voltak, és az utolsó két sort foglalták el, többnyire a hastatus, principes és triarius megsegítése volt a céljük. Említendő még, hogy egy-egy triarius, rorarius és acensius manipulus, tehát összesen 180 fő alkotott egy önálló, csak e háromnál alkotott szervezeti egységet, az ordinest.
A nehézfegyverzetű gyalogság részeként pilumot és/vagy hastát használtak fegyverként. A pilumot a csata kezdetén, a megközelítés fázisában eldobták, a hastát a közelharcban alakzattartó előrenyomulásban használták. Emellett – folyamatosan változó jellemzőjű – kardokat használtak az alakzaton kívüli közelharcban. A triarius általában 2,4 méter hosszú döfőlándzsával harcolt, testét nagy és súlyos scutummal védte, amelynek peremét bronzabroncs erősítette, középvonalában bronzgerinc húzódott és nagyméretű pajzsdudor tette ellenállóvá. A források alapján van egy olyan feltevés, hogy a legkorábbi időkben minden sor hastával küzdött, majd a hajítódárdák fokozatosan terjedtek el.
Caius Marius hadseregreformja után áttértek a cohors alapú legióra. Ekkor a cohors változóan 5–600 emberből állt, és jellemzően 200 ember hosszúságú, hármas vonalban sorakozott fel, vagy hat centuria hosszúságú, négyes vonalban. Ekkor a negyedik sor is triariusokból állt. Ezen kívül azonban a triariusokból alakították ki a tartalék egységeket. A tartalékokat a csata során hátravonva helyezték el, és a késői köztársaságkorban féltérdre ereszkedve, vagy ülve nézték a csatát, nehogy meggondolatlanul beavatkozzanak a harcba.
A manipulust alkotó két centuria parancsnoka a pilus prior és a pilus posterior volt, az előbbi mint rangidős egyben a manipulusnak is taktikai parancsnoka volt.

## Külső hivatkozások
Ókori lexikon I–II. Szerk. Pecz Vilmos. Budapest: Franklin Társulat. 1902–1904.  